# Zayd ibn Thabit
Zayd ibn Thabit (in arabo ﺯيد بن ثابت‎?); La Mecca, 611 – 666) è stato un Ansar.

## 610-632
Zayd ibn Thābit ibn al-Daḥḥāk aveva appena 6 anni quando suo padre morì nel corso della battaglia di Buʿāth ma a 13 anni non esitò a chiedere il permesso di prender parte all'agguato di Badr. Avendo meno di 15 anni, Maometto negò l'autorizzazione e allora il giovane decise di imparare a memoria quanto era già stato rivelato del Corano. Più tardi gli fu dato l'incarico di scriba ( kātib ), di scrivere cioè lettere ai non-musulmani e di registrare ogni versetto coranico rivelato dal Profeta, venendo prescelto dallo stesso Maometto per mettere in forma scritta il Corano.
A 19 anni, quando a nove anni Zayd si offrì ancora una volta volontario per combattere i pagani e questa volta la sua richiesta fu accolta positivamente dal Profeta.

## Sotto Abū Bakr: 632-634
Dopo la morte di Maometto, Abū Bakr - su suggerimento di ʿUmar b. al-Khaṭṭāb - gli affidò il compito di radunare tutte le rivelazioni da lui memorizzate o messe in forma scritta, per realizzare una redazione dell'intero corpus coranico. La necessità era diventata palese dopo la battaglia della Yamāma, in cui un gran numero di pii musulmani ( qurrāʾ ) era caduto, mettendo a rischio la salvaguardia della Rivelazione.
Durante il governo del primo califfo, Zayd ebbe l'incarico di raccogliere ogni dato rilevante in tutta l'Arabia: compito che Zayd eseguì con zelo, sfruttando (come egli stesso disse) ogni "pergamena, scapola di animale, foglie di alberi di palma e la memoria di ogni altro uomo che avesse imparato a memoria [qualsiasi parte della Rivelazione]".
Quando Zayd ebbe completato il suo incarico, consegnò tutti i suḥūf (pagine) ad Abū Bakr e questi, prima di morire, affidò l'intero materiale a ʿUmar, che già conservava presso di sé quanto sua figlia Ḥafṣa, Umm Salama e ʿĀʾisha, vedove tutte di Maometto, avevano messo per iscritto delle rivelazioni coraniche.
Il lavoro completato da Zayd fu chiamato Mushaf.

## Sotto ʿUmar: 634-644
Zayd ibn Thābit godette della stima e del sostegno anche del secondo califfo, ʿUmar b. al-Khaṭṭāb, che una volta disse ai musulmani: "O gente, chiunque voglia chiedere qualcosa riguardante il Corano, si rivolga a Zayd ibn Thābit".

## Sotto ʿUthmān: 644-656
Durante il califfato di ʿUthmān b. ʿAffān, le prime differenze comportate dal diverso modo di leggere la lingua araba, a causa delle varianti dialettali, cominciarono a palesarsi. Un gruppo di Compagni del Profeta, guidato da Hudhayfa ibn al-Yaman, che risiedeva in Iraq, si recò da ʿUthmān e gli chiese con insistenza che egli "salvasse la Umma islamica prima che essa si disperdesse a causa [delle differenze prodotte dalla diversa lettura] del Corano".

ʿUthmān ottenne allora il manoscritto da Hafsa e ancora una volta ricordò che la massima autorità in merito restava Zayd ibn Thābit, incaricato di redigere quella che viene considerata la prima "Vulgata" coranica. Lo stile del dialetto arabo usato nel Hijaz e a Mecca, fu quello che prevalse nella redazione della Vulgata di ʿUthmān.
Zayd e altri Compagni scrissero numerose copie (alcune delle quali, riprese da altri scribi, sono oggi conservate in varie parti del mondo islamico - come Tashkent - e non-islamico - come San Pietroburgo - e ogni variante difforme fu data alle fiamme. Lo stesso califfo ne tenne una copia per sé (che leggeva quando fu assassinato dalla cospirazione che spalancò le porte alla prima guerra civile) e restituì alla proprietaria il manoscritto che aveva ricevuto da Hafsa.